# Aeroportul Wonsan
Aeroportul Wonsan (IATA: WOS, ICAO: ZKWS) este un aeroport din Provincia Kangwon, Coreea de Nord ce deservește zona Wonsan. A fost numit după zona deservită.
Situat la o altitudine de 2 m, aeroportul dispune de o singură pistă.